# Natri ethyl xanthat
Natri ethyl xanthat (SEX = Sodium ethyl xanthate trong tiếng Anh) là một hợp chất lưu huỳnh hữu cơ với công thức hóa học CH3CH2OCS2Na. Nó là một chất bột màu vàng nhạt, bị thủy phân tạo ra các sản phẩm nặng mùi. Natri ethyl xanthat chủ yếu được dùng trong công nghiệp khai khoáng như là một thuốc tuyển.

## Sản xuất
Natri ethyl xanthat được điều chế bằng phản ứng của rượu với cacbon đisulfide:
CH3CH2OH + NaOH  +  CS2   →  CH3CH2OCS2Na + H2O

## Tính chất
Natri ethyl xanthat tương đối ổn định ở pH cao và nhanh chóng thủy phân ở pH < 9 tại 25 ℃. Nó là một base tiếp hợp của một axit mạnh chưa rõ với pKa bằng 1,6 và pKb ước khoảng 12,4 đối với một base tiếp hợp. Natri ethyl xanthat dễ dàng hấp phụ trên bề mặt của các sulfide rắn.

### Phân hủy trong nước
Tốc độ phân hủy natri ethyl xanthat trong nước tăng lên khi pH giảm xuống và/hoặc nhiệt độ tăng lên. Người ta cho rằng nó phân hủy theo một trong ba cách sau:
- Phân li thành axit xanthic và sau đó thành cacbon đisulfide và rượu.

C2H5OCS2Na + H2O → C2H5OCS2H + NaOH
C2H5OCS2H → CS2 + C2H5OH
- oxy hóa thành đixanthogen.

4C2H5OCS2– + 2H2O + O2 → 2(C2H5OCS2)2 + 4OH–
- Phân hủy thủy phân

6C2H5OCS2– + 3H2O → 6C2H5OH + CO32– + 3CS2 + 2CS32–
Hai phản ứng đầu là phụ và cần điều kiện môi trường axit. Phản ứng thứ ba diễn ra trong môi trường trung hòa hay kiềm (pH > 7) và tự gia tốc, do nó được xúc tác bằng rượu tạo ra như là một sản phẩm. Tốc độ của nó tăng lên theo nồng độ của các chất phản ứng và với sự tăng lên của nhiệt độ, từ 1,1%/ngày ở 20 ℃ tới 4,6%/ngày ở 40 ℃ đối với dung dịch 10% ở pH = 10. Giảm pH từ 10 tới 6,5 làm tăng tốc độ phân hủy từ 1,1%/ngày tới 16%/ngày. Sự phân hủy cũng được gia tốc bởi sự có mặt của các kim loại như đồng, sắt, chì, kẽm, có vai trò như một chất xúc tác.

## Ứng dụng
Natri ethyl xanthat chủ yếu dùng trong công nghiệp khai khoáng làm thuốc tuyển để phục hồi các kim loại như đồng, niken, bạc hay vàng, cũng như các dạng sulfide hay oxit kim loại rắn từ bùn quặng. Ứng dụng này được Cornelius H.  Keller đề xuất năm 1925. Các ứng dụng khác bao gồm: làm thuốc gây rụng lá cây, thuốc diệt cỏ và phụ gia cho vào cao su để chống lại tác động của oxy và ozon.

## An toàn
Natri ethyl xanthat có độc tính vừa phải theo đường miệng và đường da đối với động vật và kích thích mắt cũng như da. Nó đặc biệt độc hại đối với thủy sinh vật và vì thế việc thải nó ra môi trường bị kiểm soát chặt. Liều gây tử vong trung bình (chuột bạch đực, miệng, dung dịch 10% ở pH ≈ 11) là 730 mg/kg trọng lượng cơ thể, với tử vong chủ yếu diễn ra trong ngày đầu tiên. Các cơ quan chịu ảnh hưởng nhiều nhất là hệ thần kinh trung ương, gan và lá lách.

## Thư viện tài liệu
- Priority existing chemical Report No. 5 Sodium Ethyl Xanthate Lưu trữ ngày 23 tháng 2 năm 2011 tại Wayback Machine, National Industrial Chemicals Notification and Assessment Scheme Lưu trữ ngày 24 tháng 3 năm 2012 tại Wayback Machine, Dep. of Health and Ageing, Australian Government (1995) ISBN 0-644-35283-3
- Priority Existing Chemical. Secondary Notification Assessment Report No. 5S Sodium Ethyl Xanthate Lưu trữ ngày 23 tháng 2 năm 2011 tại Wayback Machine, National Industrial Chemicals Notification and Assessment Scheme, Dep. of Health and Ageing, Australian Government,  (February 2000) ISBN 0-642-42198-6